# 千里山駅

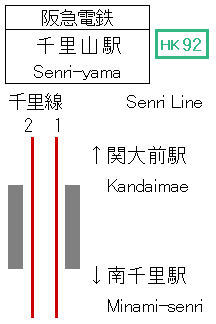
配線図

千里山駅（せんりやまえき）は、大阪府吹田市千里山西五丁目にある、阪急電鉄千里線の駅。駅番号はHK-92。

## 歴史
- 1921年（大正10年）10月26日：北大阪電気鉄道の豊津駅 - 当駅間延伸と同時に開業。当初は終着駅だった[3]。
- 1923年（大正12年）4月1日：路線譲渡により、新京阪鉄道の駅となる[3]。
- 1930年（昭和5年）9月15日：会社合併により、京阪電気鉄道千里山線の駅となる。
- 1943年（昭和18年）10月1日：会社合併により、京阪神急行電鉄（現在の阪急電鉄）の駅となる[3]。
- 1963年（昭和38年）8月29日：千里山線が新千里山駅（現在の南千里駅）まで延伸。途中駅となる[3]。
- 1967年（昭和42年）3月1日：千里山線が千里線に改称され、当駅もその所属となる[3]。
- 1988年（昭和63年）4月8日：新駅舎（千里山阪急ビル）がオープンした。
- 2013年（平成25年）12月21日：駅ナンバリングが導入され、使用を開始[4][5]。

## 駅構造
相対式ホーム2面2線を有する地上駅。分岐器や絶対信号機を持たないため、停留所に分類される。上下線のホーム側双方に改札口があり、各ホーム間は地下道により連絡している。トイレは淡路方面ホームにある。ここ千里山駅の踏切（文化踏切）は千里線最北の踏切となっており、終点北千里駅まで踏切は設置されていない。

### のりば
| 号線 | 路線    | 方向 | 行先                                               |
| ---- | ------- | ---- | -------------------------------------------------- |
| 1    | ■千里線 | 上り | 北千里・山田方面                                   |
| 2    | ■千里線 | 下り | 大阪梅田・天下茶屋・京都河原町・神戸三宮・宝塚方面 |

※実際には構内にのりば番号表記はないが、スマートフォン向けアプリ「阪急沿線ナビ TOKKアプリ」の発車案内機能では、北千里方面が1号線、天下茶屋方面が2号線と表示されている。

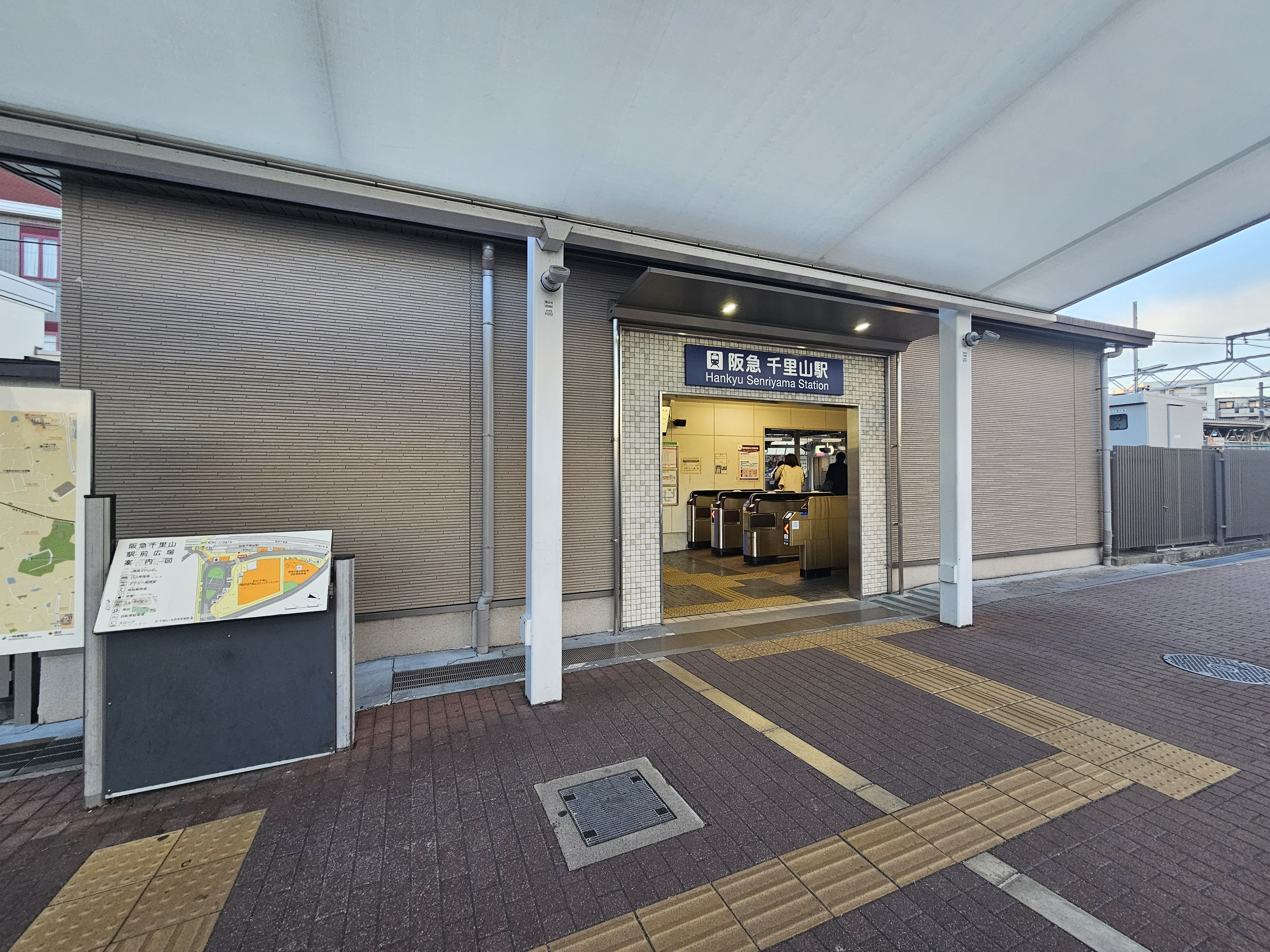
東口（2025年2月）
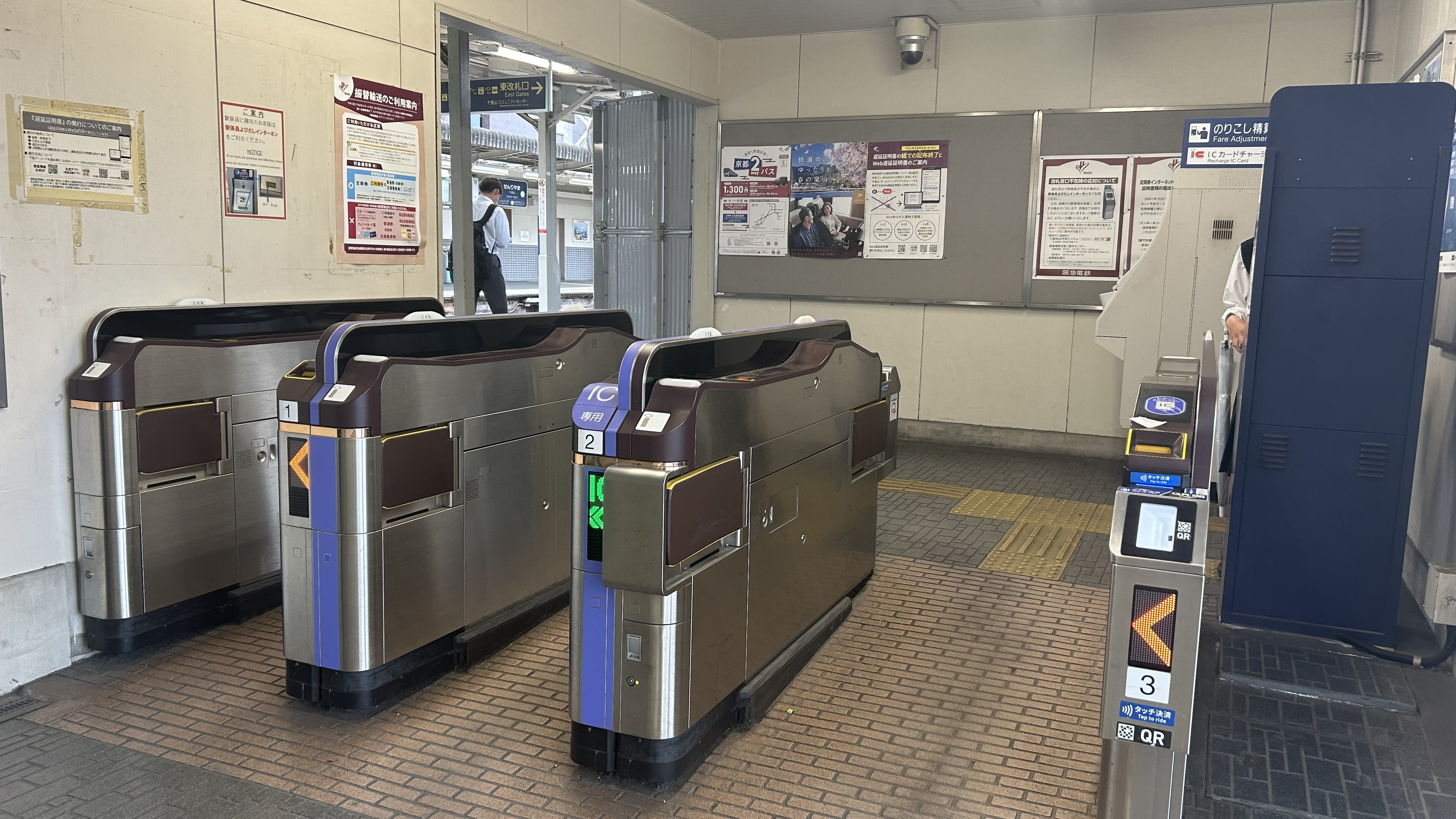
東改札口
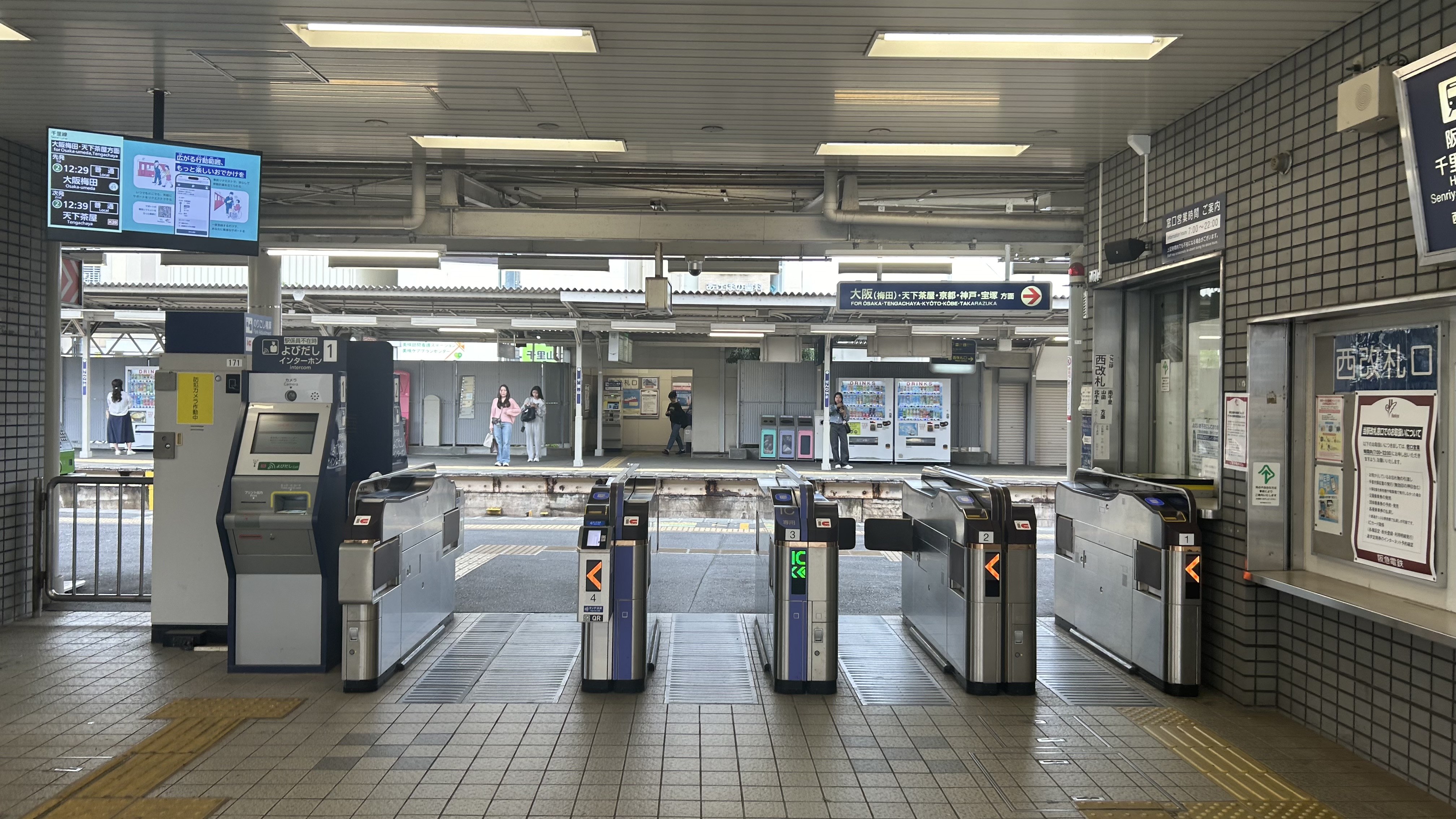
西改札口
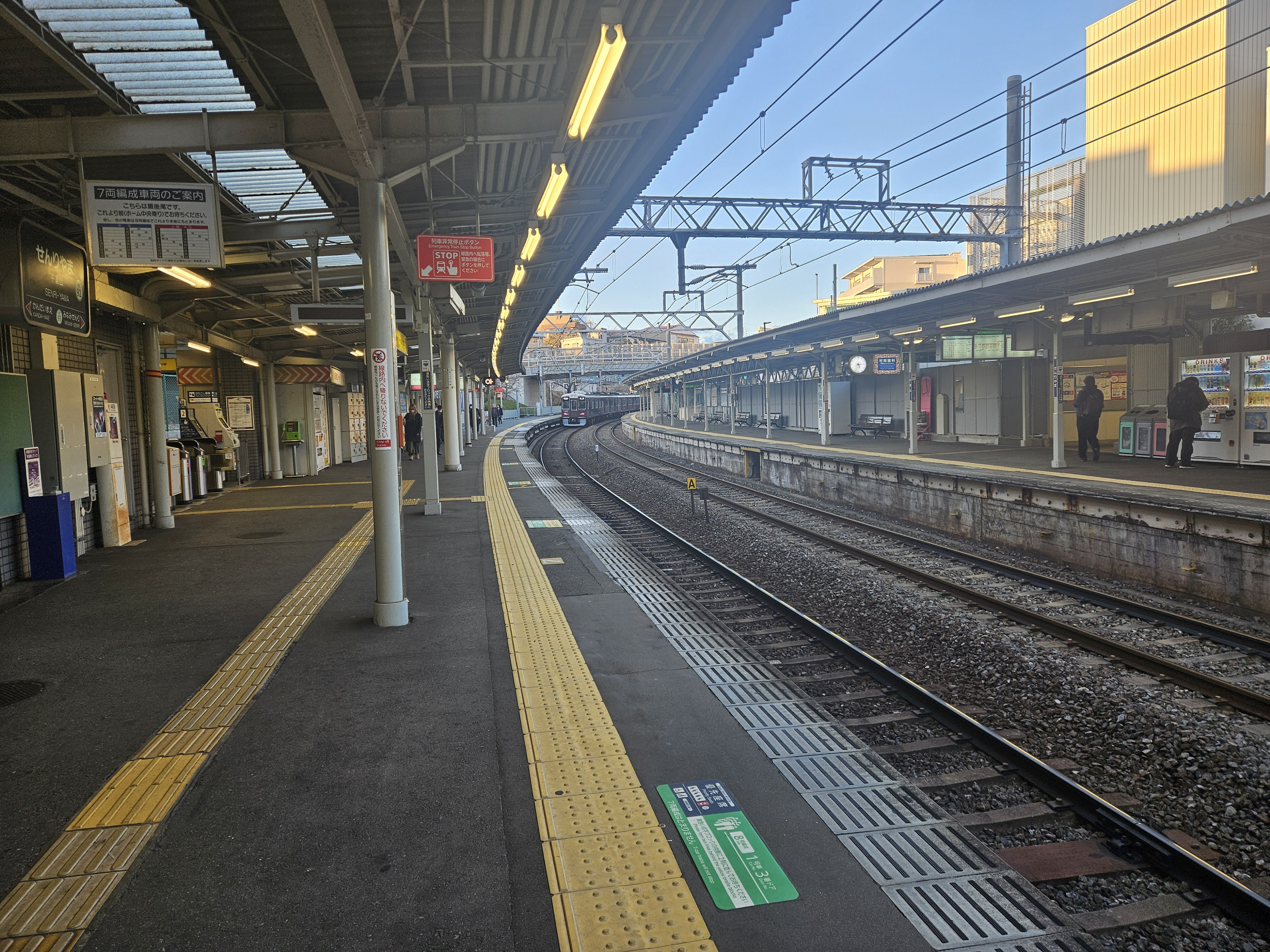
北千里方面ホーム（2025年2月）
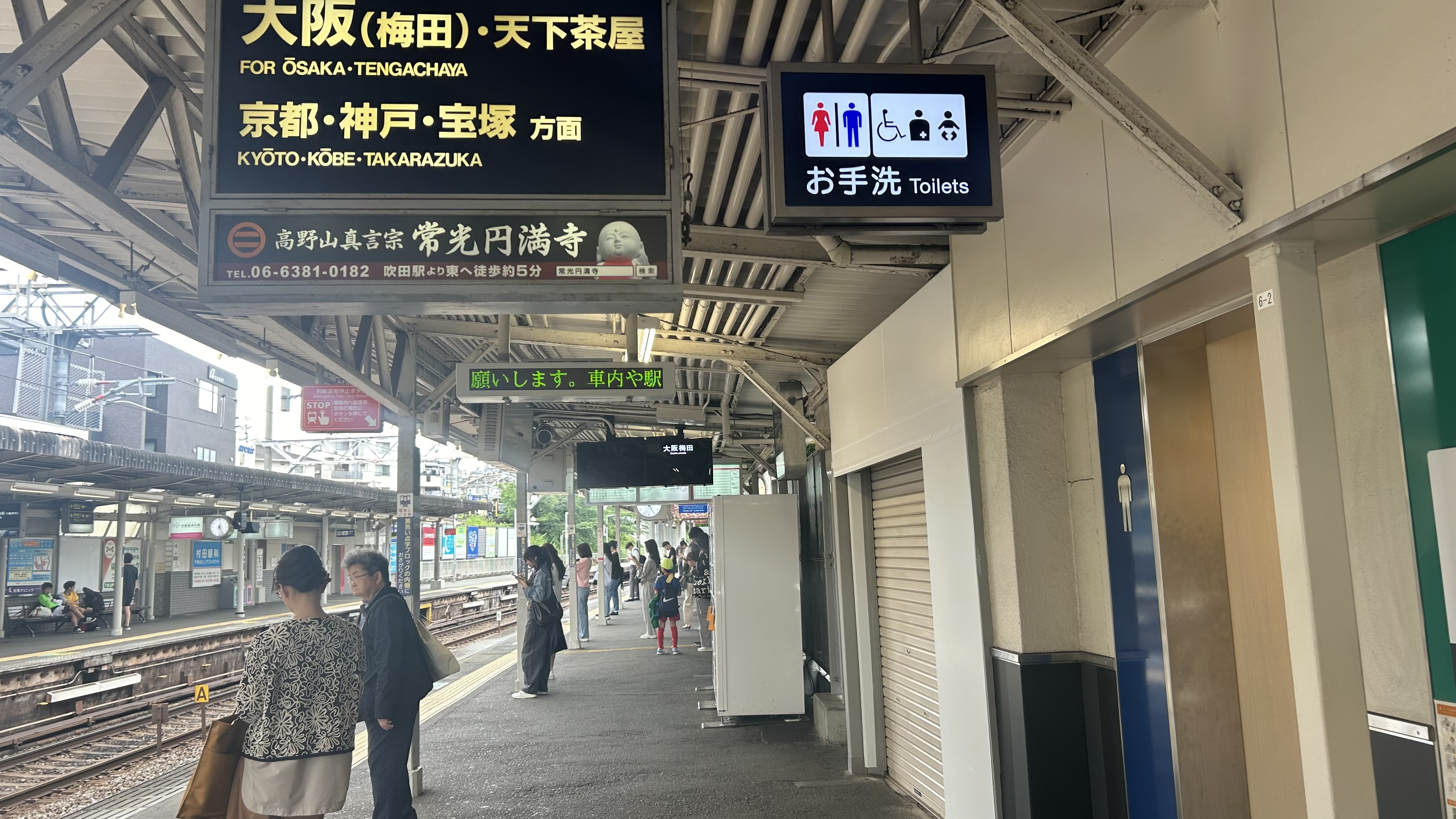
淡路方面ホーム
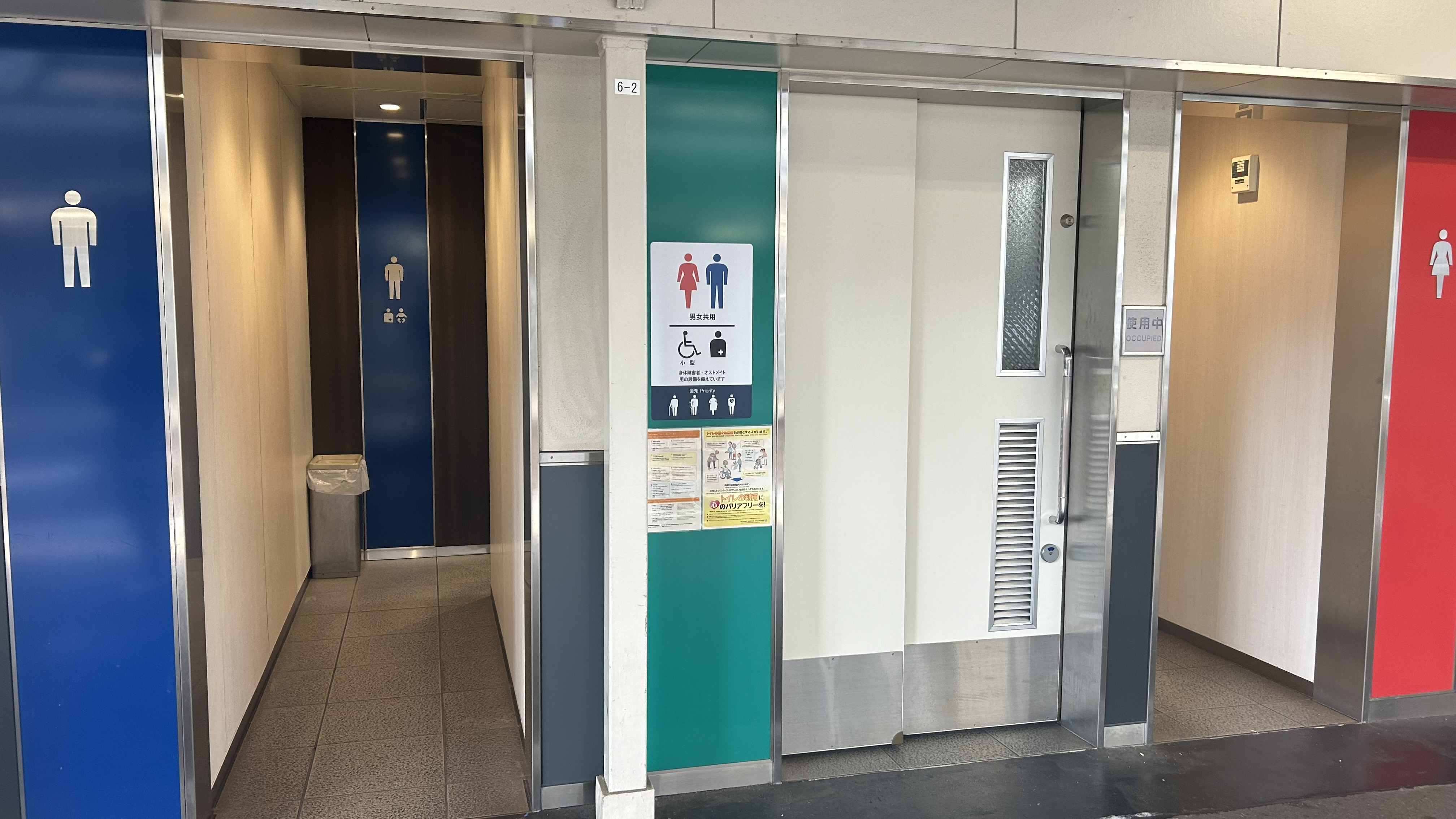
トイレ
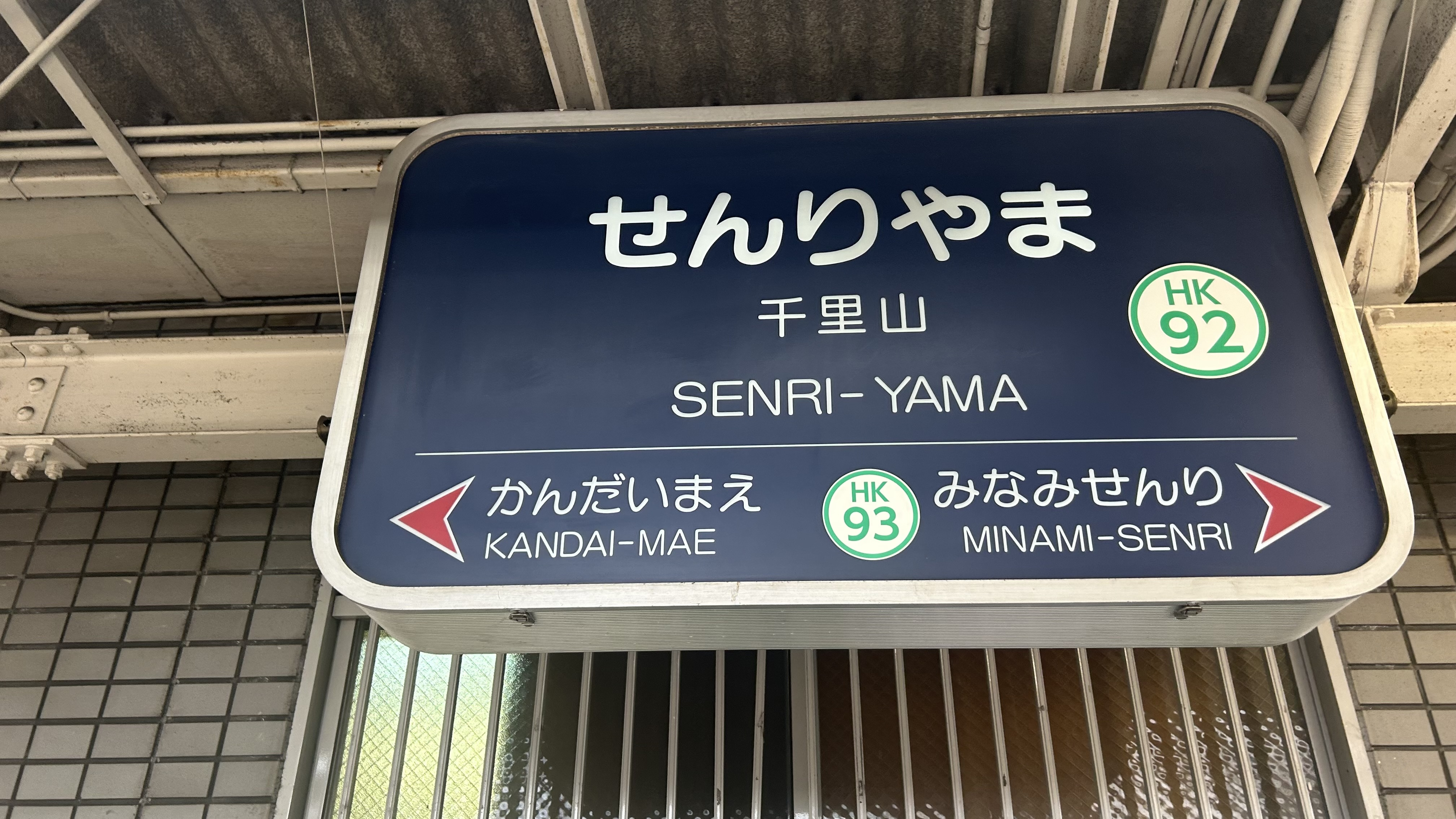
駅名標

## 利用状況
2024年（令和6年）次の通年平均乗降人員は15,426人である。

### 年次別利用状況
各年次の乗降人員の推移は下表の通り。2015年（平成27年）までは平日限定、2016年（平成28年）以降は通年平均となっている。
| 年次               | 乗降人員 | 順位 | 出典       |
| ------------------ | -------- | ---- | ---------- |
| 2017年（平成29年） | 15,528   | 53位 | [ 阪急 2 ] |
| 2018年（平成30年） | 15,790   | 51位 | [ 阪急 3 ] |
| 2019年（令和元年） | 16,237   | 50位 | [ 阪急 4 ] |
| 2020年（令和02年） | 12,374   | 51位 | [ 阪急 5 ] |
| 2021年（令和03年） | 12,973   | 50位 | [ 阪急 6 ] |
| 2022年（令和04年） | 14,514   | 50位 | [ 阪急 7 ] |
| 2023年（令和05年） | 15,298   | 51位 | [ 阪急 8 ] |
| 2024年（令和06年） | 15,426   | 49位 | [ 阪急 1 ] |

### 年度別利用状況
各年度の利用状況は下表の通り。特定日の数値は大阪府統計年鑑、年間の数値は吹田市統計書による。
| 年度               | 特定日   | 特定日   | 特定日   | 年間（単位：千人） | 年間（単位：千人） | 出典          | 出典          |
| 年度               | 乗車人員 | 降車人員 | 乗降人員 | 乗車人員           | 降車人員           | 大阪府        | 吹田市        |
| ------------------ | -------- | -------- | -------- | ------------------ | ------------------ | ------------- | ------------- |
| 1966年（昭和41年） | 7,841    | -        | -        | -                  | -                  | [ 大阪府 1 ]  | -             |
| 1967年（昭和42年） | 8,119    | -        | -        | -                  | -                  | [ 大阪府 2 ]  | -             |
| 1968年（昭和43年） | 8,136    | -        | -        | -                  | -                  | [ 大阪府 3 ]  | -             |
| 1969年（昭和44年） | 8,128    | -        | -        | -                  | -                  | [ 大阪府 4 ]  | -             |
| 1970年（昭和45年） | 8,979    | -        | -        | -                  | -                  | [ 大阪府 5 ]  | -             |
| 1971年（昭和46年） | 8,756    | -        | -        | -                  | -                  | [ 大阪府 6 ]  | -             |
| 1972年（昭和47年） | 9,254    | -        | -        | -                  | -                  | [ 大阪府 7 ]  | -             |
| 1973年（昭和48年） | 8,673    | -        | -        | -                  | -                  | [ 大阪府 8 ]  | -             |
| 1974年（昭和49年） | 8,569    | -        | -        | -                  | -                  | [ 大阪府 9 ]  | -             |
| 1975年（昭和50年） | 8,426    | -        | -        | -                  | -                  | [ 大阪府 10 ] | -             |
| 1976年（昭和51年） | 8,261    | -        | -        | -                  | -                  | [ 大阪府 11 ] | -             |
| 1977年（昭和52年） | 8,358    | -        | -        | -                  | -                  | [ 大阪府 12 ] | -             |
| 1978年（昭和53年） | 7,939    | -        | -        | -                  | -                  | [ 大阪府 13 ] | -             |
| 1979年（昭和54年） | 8,302    | -        | -        | -                  | -                  | [ 大阪府 14 ] | -             |
| 1980年（昭和55年） | 7,825    | -        | -        | -                  | -                  | [ 大阪府 15 ] | -             |
| 1981年（昭和56年） | 8,197    | -        | -        | -                  | -                  | [ 大阪府 16 ] | -             |
| 1982年（昭和57年） | 7,858    | 7,745    | 15,603   | -                  | -                  | [ 大阪府 17 ] | -             |
| 1983年（昭和58年） | 7,888    | 8,248    | 16,136   | -                  | -                  | [ 大阪府 18 ] | -             |
| 1984年（昭和59年） | 8,323    | 8,505    | 16,828   | -                  | -                  | [ 大阪府 19 ] | -             |
| 1985年（昭和60年） | 7,832    | 7,795    | 15,627   | -                  | -                  | [ 大阪府 20 ] | -             |
| 1986年（昭和61年） | 8,072    | 7,002    | 15,074   | -                  | -                  | [ 大阪府 21 ] | -             |
| 1987年（昭和62年） | 8,347    | 8,056    | 16,403   | -                  | -                  | [ 大阪府 22 ] | -             |
| 1988年（昭和63年） | 8,487    | 7,475    | 15,962   | -                  | -                  | [ 大阪府 23 ] | -             |
| 1989年（平成元年） | -        | -        | -        | -                  | -                  | [ 大阪府 24 ] | -             |
| 1990年（平成02年） | 8,098    | 8,017    | 16,115   | -                  | -                  | [ 大阪府 25 ] | -             |
| 1991年（平成03年） | -        | -        | -        | -                  | -                  | [ 大阪府 26 ] | -             |
| 1992年（平成04年） | 8,018    | 7,729    | 15,747   | -                  | -                  | [ 大阪府 27 ] | -             |
| 1993年（平成05年） | -        | -        | -        | -                  | -                  | [ 大阪府 28 ] | -             |
| 1994年（平成06年） | -        | -        | -        | -                  | -                  | [ 大阪府 29 ] | -             |
| 1995年（平成07年） | 7,153    | 7,226    | 14,379   | -                  | -                  | [ 大阪府 30 ] | -             |
| 1996年（平成08年） | 7,438    | 7,849    | 15,287   | -                  | -                  | [ 大阪府 31 ] | -             |
| 1997年（平成09年） | 7,554    | 8,024    | 15,578   | -                  | -                  | [ 大阪府 32 ] | -             |
| 1998年（平成10年） | 7,549    | 7,959    | 15,508   | 2,930              | 3,082              | [ 大阪府 33 ] | [ 吹田市 1 ]  |
| 1999年（平成11年） | -        | -        | -        | 2,852              | 3,008              | [ 大阪府 34 ] | [ 吹田市 1 ]  |
| 2000年（平成12年） | 7,976    | 8,168    | 16,144   | 2,855              | 3,019              | [ 大阪府 35 ] | [ 吹田市 1 ]  |
| 2001年（平成13年） | 7,661    | 7,843    | 15,504   | 2,947              | 3,118              | [ 大阪府 36 ] | [ 吹田市 1 ]  |
| 2002年（平成14年） | 7,386    | 7,605    | 14,991   | 2,954              | 3,001              | [ 大阪府 37 ] | [ 吹田市 1 ]  |
| 2003年（平成15年） | 7,430    | 7,572    | 15,002   | 2,884              | 3,005              | [ 大阪府 38 ] | [ 吹田市 2 ]  |
| 2004年（平成16年） | 6,867    | 8,041    | 14,908   | 2,837              | 2,957              | [ 大阪府 39 ] | [ 吹田市 3 ]  |
| 2005年（平成17年） | 7,847    | 8,118    | 15,965   | 2,800              | 3,194              | [ 大阪府 40 ] | [ 吹田市 4 ]  |
| 2006年（平成18年） | 7,475    | 7,930    | 15,405   | 3,017              | 3,204              | [ 大阪府 41 ] | [ 吹田市 5 ]  |
| 2007年（平成19年） | 7,604    | 8,084    | 15,688   | 3,036              | 3,162              | [ 大阪府 42 ] | [ 吹田市 6 ]  |
| 2008年（平成20年） | 7,506    | 8,033    | 15,539   | 3,040              | 3,150              | [ 大阪府 43 ] | [ 吹田市 7 ]  |
| 2009年（平成21年） | 7,010    | 7,631    | 14,641   | 2,955              | 3,125              | [ 大阪府 44 ] | [ 吹田市 8 ]  |
| 2010年（平成22年） | 6,809    | 7,630    | 14,439   | 2,822              | 3,066              | [ 大阪府 45 ] | [ 吹田市 9 ]  |
| 2011年（平成23年） | 6,995    | 7,857    | 14,852   | 2,789              | 3,063              | [ 大阪府 46 ] | [ 吹田市 10 ] |
| 2012年（平成24年） | 6,936    | 7,796    | 14,732   | 2,815              | 3,112              | [ 大阪府 47 ] | [ 吹田市 11 ] |
| 2013年（平成25年） | 7,094    | 8,043    | 15,137   | 2,833              | 3,121              | [ 大阪府 48 ] | [ 吹田市 12 ] |
| 2014年（平成26年） | 6,996    | 8,021    | 15,017   | 2,921              | 3,216              | [ 大阪府 49 ] | [ 吹田市 13 ] |
| 2015年（平成27年） | 7,348    | 8,558    | 15,906   | 2,899              | 3,214              | [ 大阪府 50 ] | [ 吹田市 14 ] |
| 2016年（平成28年） | 7,369    | 8,605    | 15,974   | 2,969              | 3,348              | [ 大阪府 51 ] | [ 吹田市 15 ] |
| 2017年（平成29年） | 7,622    | 9,036    | 16,658   | 3,027              | 3,442              | [ 大阪府 52 ] | [ 吹田市 16 ] |
| 2018年（平成30年） | 7,585    | 9,420    | 17,005   | 3,096              | 3,570              | [ 大阪府 53 ] | [ 吹田市 17 ] |
| 2019年（令和元年） | 9,680    | 9,816    | 19,496   | 3,163              | 3,778              | [ 大阪府 54 ] | [ 吹田市 18 ] |
| 2020年（令和02年） | 8,295    | 8,394    | 16,689   | 2,442              | 2,980              | [ 大阪府 55 ] | [ 吹田市 19 ] |
| 2021年（令和03年） | 8,843    | 8,923    | 17,766   | 2,428              | 3,014              | [ 大阪府 56 ] | [ 吹田市 20 ] |
| 2022年（令和04年） | 9,030    | 9,237    | 18,267   | 2,729              | 3,439              | [ 大阪府 57 ] | [ 吹田市 21 ] |
| 2023年（令和05年） | 9,506    | 9,660    | 19,166   | 2,857              | 3,734              | [ 大阪府 58 ] | [ 吹田市 22 ] |

## 駅周辺
駅が置かれている千里丘陵はかつて草木に覆われた丘陵地であったが、1921年（大正10年）に鉄道が開通してからは住宅地として開発が進められた。駅西側には千里山住宅地が大正時代より造成され、駅東側は昭和30年代より千里山団地が住宅公団によって建設されてきた。千里山住宅地はロンドン郊外の田園都市・レッチワースをモデルに開発され、北摂の高級住宅街として知られている。

### BiVi千里山
千里山駅前にある大和リースによる「BiVi」ブランドのショッピングセンター。主要テナントは以下の通り。
- 阪急オアシス千里山店
- キリン堂千里山駅前店
- スタジオマリオ吹田BiVi千里山店
- セリアBiVi千里山店
- 吹田市立千里山コミュニティセンター
- 駅前アゼリア保育園

### その他
- 千里山会館
- 千里寺
- 千里山神社
- 垂水西原古墳跡・三本松旗振り通信中継地跡
- 単立千里山キリスト教会
- 千里山ナオミ幼稚園
- 千里山郵便局
- 吹田警察署千里山交番
- 吹田市消防団 第二小隊所属 千二分団
- 関西みらい銀行千里山出張所
- みなと銀行千里山支店（2021年4月12日、梅田支店内に移転）
- 北おおさか信用金庫千里山駅前支店（2019年2月12日、豊津支店と統合）
- エース証券千里山支店（2021年5月1日、本店営業部に統合）
- マックスバリュ千里山店
- スギ薬局千里山店
- 吹田市立千里第二小学校（吹田市立千里第二幼稚園）
- 吹田市立千里山保育園
- 千里山グレース幼稚園
- 吹田市立千里山・佐井寺図書館
- 吹田市シルバー人材センター
- 関西大学（学部によっては関大前駅よりも至近）
- 佐井寺

## バス路線
駅東口ロータリーから少数だが阪急バスの路線が発着。停留所名は「阪急千里山駅」。一般路線の他に吹田市コミュニティバス「すいすいバス」も乗り入れる（たけのこルート：緑地公園駅・南千里駅方面）。全て吹田営業所の担当。
駅南側の踏切周辺の慢性的な渋滞解消と、千里山団地建て替えに伴う再開発計画が大規模に行われた。これに伴って、千里山佐井寺線から大阪府道121号吹田箕面線に繋がる千里山跨線橋が駅舎を跨ぐ形で設置され、2015年1月21日に開通し、駅舎の南側に隣接していた千里山文化踏切は車両通行不可となった。駅東口前の千里山マーケットがあった敷地にはロータリー（千里山駅東口駅前交通広場）が建設され2016年9月4日完成の運びとなった。佐井寺方面から千里山駅前までのアクセス改善のための、都市計画道路千里山佐井寺線（松が丘工区）の工事も2014年（平成26年）より着手し2018年3月15日に開通となった。2018年3月31日には、JR吹田駅北口から千里山駅ロータリー（千里山駅東口駅前交通広場）まで阪急バスの路線も開通した。千里山駅への路線バスの乗り入れとJR吹田駅までの運行再開は（当時は千里ニュータウンの一本松停留所（南千里駅前交差点北東付近）経由）、千里ニュータウン吹田市C住区（現・佐竹台）へ第一期入居が開始された1962年9月15日から、千里山線（現・千里線）が千里山駅より新千里山駅（現・南千里駅）まで延伸開業した1963年8月29日の千里山駅乗り入れ（旧・阪急千里山停留所）廃止以来55年ぶりのことである。
| 路線       | 行先                    | 備考             |
| ---------- | ----------------------- | ---------------- |
| 吹田市内線 | 6系統：JR吹田駅（北口） | 土休日は日中のみ |
| 吹田市内線 | 7系統：JR岸辺駅（北口） | 平日の日中のみ   |

## 隣の駅
阪急電鉄
■千里線
関大前駅 (HK-91) - 千里山駅 (HK-92) - 南千里駅 (HK-93)

### 記事本文

### 利用状況
1. ↑  大阪府統計年鑑 - 大阪府
2. ↑  吹田市統計書

阪急電鉄
1. 1 2  駅別乗降人員
2. ↑  阪急電鉄. “駅別乗降人員（2017年 通年平均）”. 2018年9月17日時点のオリジナルよりアーカイブ。2024年9月15日閲覧。
3. ↑  阪急電鉄. “駅別乗車人員（2018年 通年平均）”. 2024年4月29日時点のオリジナルよりアーカイブ。2024年9月15日閲覧。
4. ↑  阪急電鉄. “駅別乗車人員（2019年 通年平均）”. 2024年4月29日時点のオリジナルよりアーカイブ。2024年9月15日閲覧。
5. ↑  阪急電鉄. “駅別乗車人員（2020年 通年平均）”. 2024年4月29日時点のオリジナルよりアーカイブ。2024年9月15日閲覧。
6. ↑  阪急電鉄. “駅別乗車人員（2021年 通年平均）”. 2024年4月29日時点のオリジナルよりアーカイブ。2024年9月15日閲覧。
7. ↑  阪急電鉄. “駅別乗車人員（2022年 通年平均）”. 2024年4月29日時点のオリジナルよりアーカイブ。2024年9月15日閲覧。
8. ↑  “駅別乗降人員　2023｜路線・駅”.   阪急電鉄. 2025年5月13日閲覧。

大阪府統計年鑑
1. ↑  大阪府統計年鑑（昭和42年） (PDF)
2. ↑  大阪府統計年鑑（昭和43年） (PDF)
3. ↑  大阪府統計年鑑（昭和44年） (PDF)
4. ↑  大阪府統計年鑑（昭和45年） (PDF)
5. ↑  大阪府統計年鑑（昭和46年） (PDF)
6. ↑  大阪府統計年鑑（昭和47年） (PDF)
7. ↑  大阪府統計年鑑（昭和48年） (PDF)
8. ↑  大阪府統計年鑑（昭和49年） (PDF)
9. ↑  大阪府統計年鑑（昭和50年） (PDF)
10. ↑  大阪府統計年鑑（昭和51年） (PDF)
11. ↑  大阪府統計年鑑（昭和52年） (PDF)
12. ↑  大阪府統計年鑑（昭和53年） (PDF)
13. ↑  大阪府統計年鑑（昭和54年） (PDF)
14. ↑  大阪府統計年鑑（昭和55年） (PDF)
15. ↑  大阪府統計年鑑（昭和56年） (PDF)
16. ↑  大阪府統計年鑑（昭和57年） (PDF)
17. ↑  大阪府統計年鑑（昭和58年） (PDF)
18. ↑  大阪府統計年鑑（昭和59年） (PDF)
19. ↑  大阪府統計年鑑（昭和60年） (PDF)
20. ↑  大阪府統計年鑑（昭和61年） (PDF)
21. ↑  大阪府統計年鑑（昭和62年） (PDF)
22. ↑  大阪府統計年鑑（昭和63年） (PDF)
23. ↑  大阪府統計年鑑（平成元年） (PDF)
24. ↑  大阪府統計年鑑（平成2年） (PDF)
25. ↑  大阪府統計年鑑（平成3年） (PDF)
26. ↑  大阪府統計年鑑（平成4年） (PDF)
27. ↑  大阪府統計年鑑（平成5年） (PDF)
28. ↑  大阪府統計年鑑（平成6年） (PDF)
29. ↑  大阪府統計年鑑（平成7年） (PDF)
30. ↑  大阪府統計年鑑（平成8年） (PDF)
31. ↑  大阪府統計年鑑（平成9年） (PDF)
32. ↑  大阪府統計年鑑（平成10年） (PDF)
33. ↑  大阪府統計年鑑（平成11年） (PDF)
34. ↑  大阪府統計年鑑（平成12年） (PDF)
35. ↑  大阪府統計年鑑（平成13年） (PDF)
36. ↑  大阪府統計年鑑（平成14年） (PDF)
37. ↑  大阪府統計年鑑（平成15年） (PDF)
38. ↑  大阪府統計年鑑（平成16年） (PDF)
39. ↑  大阪府統計年鑑（平成17年） (PDF)
40. ↑  大阪府統計年鑑（平成18年） (PDF)
41. ↑  大阪府統計年鑑（平成19年） (PDF)
42. ↑  大阪府統計年鑑（平成20年） (PDF)
43. ↑  大阪府統計年鑑（平成21年） (PDF)
44. ↑  大阪府統計年鑑（平成22年） (PDF)
45. ↑  大阪府統計年鑑（平成23年） (PDF)
46. ↑  大阪府統計年鑑（平成24年） (PDF)
47. ↑  大阪府統計年鑑（平成25年） (PDF)
48. ↑  大阪府統計年鑑（平成26年） (PDF)
49. ↑  大阪府統計年鑑（平成27年） (PDF)
50. ↑  大阪府統計年鑑（平成28年） (PDF)
51. ↑  大阪府統計年鑑（平成29年） (PDF)
52. ↑  大阪府統計年鑑（平成30年） (PDF)
53. ↑  大阪府統計年鑑（令和元年） (PDF)
54. ↑  大阪府統計年鑑（令和2年） (PDF)
55. ↑  大阪府統計年鑑（令和3年） (PDF)
56. ↑  大阪府統計年鑑（令和4年） (PDF)
57. ↑  大阪府統計年鑑（令和5年） (PDF)
58. ↑  大阪府統計年鑑（令和6年） (PDF)

吹田市統計書
1. 1 2 3 4 5  平成15年版吹田市統計書
2. ↑  平成16年版吹田市統計書
3. ↑  平成17年版吹田市統計書
4. ↑  平成18年版吹田市統計書
5. ↑  平成19年版吹田市統計書
6. ↑  平成20年版吹田市統計書
7. ↑  平成21年版吹田市統計書
8. ↑  平成22年版吹田市統計書
9. ↑  平成23年版吹田市統計書
10. ↑  平成24年版吹田市統計書
11. ↑  平成25年版吹田市統計書
12. ↑  平成26年版吹田市統計書
13. ↑  平成27年版吹田市統計書
14. ↑  平成28年版吹田市統計書
15. ↑  平成29年版吹田市統計書
16. ↑  平成30年版吹田市統計書
17. ↑  令和元年版吹田市統計書
18. ↑  令和2年版吹田市統計書
19. ↑  令和3年版吹田市統計書
20. ↑  令和4年版吹田市統計書
21. ↑  令和5年版吹田市統計書
22. ↑  令和6年版吹田市統計書